# Светско првенство у хокеју на леду — Дивизија II
Светско првенство у хокеју на леду - Дивизије II међународно је такмичење у хокеју на леду које се сваке године одржава под патронатом Светске хокејашке федерације и представља трећи квалитетни ранг у оквиру такмичења за светску титулу ИИХФ.

## Историјат и систем такмичења
Дивизија II светског првенства у хокеју на леду формирана је након реорганизације такмичења за светско хокејашко првенство 2001. године. У првој сезони 2001. такмичили су се тимови рангирани од 29. до 40. места на ИИХФ ранг лист репрезентација за 2000. годину, односно 5 најслабијих екипа из дотадашње Групе Ц и 7 најбоље рангираних из Групе Д.
У периоду од 2001. до 2011. на сваком првенству екипе су биле подељене у две групе са по 6 тимова. Победници обе групе у текућој сезони остварили су право наступа у вишем рангу наредне сезоне (Дивизија I), док су на њихово место долазиле две најслабије пласиране селекције из прве дивизије. Две последњепласиране екипе из обе групе у текућој сезони испадале би у нижи ранг (Дивизија III) за наредну сезону, док би на њихово место долазили победници треће дивизије.
Од сезоне 2012. дошло је до нове модификације правила, па су тако екипе учеснице првенства друге дивизије подељене у две квалитетне скупине. У групу А су смештене екипе које су испале из прве дивизије 2011. и другопласирани и трећепласирани тимови из обе групе првенства друге дивизије за 2011. годину. Победник групе А остварује директан пласман у групу Б прве дивизије, док последња екипа испада у групу Б друге дивизије. Група Б у сезони 2012. формирана је од екипа које су биле пласиране на 4. и 5. месту на првенству друге дивизије у 2011. те победници треће дивизије из исте године. Победник групе Б обезбеђује наступ у групи А исте дивизије, док последње пласирани тим испада у трећу дивизију.
Сваки турнир игра се по турнирском једнокружном лига систему.

## Победници дивизије II
| Година | Победници група А и Б | Победници група А и Б | Последњепласирани у групама | Последњепласирани у групама |
| ------ | --------------------- | --------------------- | --------------------------- | --------------------------- |
| 2001.  | Јужна Кореја          | Румунија              | Нови Зеланд                 | Мексико                     |
| 2002.  | Естонија              | Литванија             | Турска                      | Луксембург                  |
| 2003.  | Јужна Кореја          | Белгија               | Мексико                     | Исланд                      |
| 2004.  | Кина                  | Литванија             | Луксембург                  | Јужна Африка                |
| 2005.  | Хрватска              | Израел                | Турска                      | Исланд                      |
| 2006.  | Румунија              | Кина                  | Јужна Африка                | Нови Зеланд                 |
| 2007.  | Хрватска              | Јужна Кореја          | Турска                      | Северна Кореја              |
| 2008.  | Румунија              | Аустралија            | Ирска                       | Нови Зеланд                 |
| 2009.  | Србија                | Јужна Кореја          | Северна Кореја              | Јужна Африка                |
| 2010.  | Шпанија               | Естонија              | Турска                      | Израел                      |
| 2011.  | Аустралија            | Румунија              | Северна Кореја              | Ирска                       |

| Година | Пласман у виши ранг                | Пласман у виши ранг                | Испадање у нижи ранг               | Испадање у нижи ранг               |
| Година | Дивизија I Б                       | Дивизија II A                      | Дивизија II Б                      | Дивизија III                       |
| ------ | ---------------------------------- | ---------------------------------- | ---------------------------------- | ---------------------------------- |
| 2012.  | Естонија                           | Белгија                            | Нови Зеланд                        | Јужна Африка                       |
| 2013.  | Хрватска                           | Израел                             | Шпанија                            | Бугарска                           |
| 2014.  | Естонија                           | Шпанија                            | Израел                             | Турска                             |
| 2015.  | Румунија                           | Кина                               | Аустралија                         | Јужна Африка                       |
| 2016.  | Холандија                          | Аустралија                         | Кина                               | Бугарска                           |
| 2017.  | Румунија                           | Кина                               | Шпанија                            | Турска                             |
| 2018.  | Холандија                          | Шпанија                            | Исланд                             | Луксембург                         |
| 2019.  | Србија                             | Израел                             | Белгија                            | Северна Кореја                     |
| 2020   | Отказано због пандемије ковида 19. | Отказано због пандемије ковида 19. | Отказано због пандемије ковида 19. | Отказано због пандемије ковида 19. |
| 2021   | Отказано због пандемије ковида 19. | Отказано због пандемије ковида 19. | Отказано због пандемије ковида 19. | Отказано због пандемије ковида 19. |
| 2022   | Кина, Холандија                    | Грузија, Исланд                    |                                    |                                    |
| 2023   | Шпанија                            | УАЕ                                | Исланд                             | Мексико                            |
| 2024   | Хрватска                           | Белгија                            | Исланд                             | Турска                             |

## Победници групе Ц
У периоду између 1961. и 2000. такмичење овог ранга одржавало се у оквиру групе Ц.
| Година | Победник         |
| ------ | ---------------- |
| 1961.  | Румунија         |
| 1963.  | Аустрија         |
| 1966.  | Италија          |
| 1967.  | Јапан            |
| 1969.  | Јапан            |
| 1970.  | Аустрија         |
| 1971.  | Румунија         |
| 1972.  | Аустрија         |
| 1973.  | Норвешка         |
| 1974.  | Швајцарска       |
| 1975.  | Норвешка         |
| 1976.  | Аустрија         |
| 1977.  | Италија          |
| 1978.  | Холандија        |
| 1979.  | Југославија      |
| 1981.  | Аустрија         |
| 1982.  | Јапан            |
| 1983.  | Холандија        |
| 1985.  | Француска        |
| 1986.  | Норвешка         |
| 1987.  | Јапан            |
| 1989.  | Холандија        |
| 1990.  | Југославија      |
| 1991.  | Данска           |
| 1992.  | Велика Британија |
| 1993.  | Летонија         |
| 1994.  | Словачка         |
| 1995.  | Белорусија       |
| 1996.  | Казахстан        |
| 1997.  | Украјина         |
| 1998.  | Мађарска         |
| 1999.  | Холандија        |
| 2000.  | Мађарска         |